# Хилсбъроу (окръг, Ню Хампшър)
Вижте пояснителната страница за други значения на Хилсбъроу.
Хилсбъроу (на английски: Hillsborough) е окръг в Ню Хампшър, Съединени американски щати. Площта му е 2311 km², а населението е 422 937 души (1 април 2020). Административни центрове са градовете Манчестър и Нашуа.